# Dragon Quest & Final Fantasy in Itadaki Street Special
Dragon Quest & Final Fantasy in Itadaki Street Special è un videogioco per PlayStation 2 del 2004 sviluppato da Armor Project e pubblicato da Square Enix nel 2004. Vede come protagonisti alcuni dei più celebri personaggi delle due serie della Square Final Fantasy e Dragon Quest, tra i quali anche alcuni volti inediti come Vaan di Final Fantasy XII, gioco al tempo ancora in produzione. Nel 2006 è stata pubblicata una versione del gioco per PSP, intitolata Dragon Quest & Final Fantasy in Itadaki Street Portable.

## Modalità di gioco
Il gioco si basa sul movimento su delle caselle con uso di dadi, monete e caselle speciali, in stile Monopoly. Con l'ausilio di un multitap è possibile la partecipazione di un massimo di quattro giocatori.

## Personaggi

### Final Fantasy
| Personaggio | Videogioco         |
| ----------- | ------------------ |
| Ramuh       | ricorrente         |
| Chocobo     | ricorrente         |
| Moguri      | ricorrente         |
| Cloud       | Final Fantasy VII  |
| Tifa        | Final Fantasy VII  |
| Aerith      | Final Fantasy VII  |
| Sephiroth   | Final Fantasy VII  |
| Squall      | Final Fantasy VIII |
| Rinoa       | Final Fantasy VIII |
| Vivi        | Final Fantasy IX   |
| Eiko        | Final Fantasy IX   |
| Tidus       | Final Fantasy X    |
| Yuna        | Final Fantasy X    |
| Auron       | Final Fantasy X    |
| Yuna        | Final Fantasy X-2  |
| Rikku       | Final Fantasy X-2  |
| Paine       | Final Fantasy X-2  |
| Tarutaru    | Final Fantasy XI   |
| Vaan        | Final Fantasy XII  |
| Ashe        | Final Fantasy XII  |

### Dragon Quest
| Personaggio               | Videogioco            |
| ------------------------- | --------------------- |
| Slime                     | ricorrente            |
| Imp                       | ricorrente            |
| Eroe                      | Dragon Quest          |
| Dragonlord                | Dragon Quest          |
| Eroe                      | Dragon Quest II       |
| Principe di Cannock       | Dragon Quest II       |
| Principessa di Moonbrooke | Dragon Quest II       |
| Kandar                    | Dragon Quest III      |
| Giullare femmina          | Dragon Quest III      |
| Arena                     | Dragon Quest IV       |
| Torneko                   | Dragon Quest IV       |
| Ryan                      | Dragon Quest IV       |
| Crift                     | Dragon Quest IV       |
| Eroe                      | Dragon Quest V        |
| Flora                     | Dragon Quest V        |
| Bianca                    | Dragon Quest V        |
| Eroe                      | Dragon Quest VI       |
| Eroe                      | Dragon Quest VII      |
| Jessica                   | Dragon Quest VIII     |
| Yangus                    | Dragon Quest VIII     |
| Angelo                    | Dragon Quest VIII     |
| Terry                     | Dragon Quest Monsters |
| Watabou                   | Dragon Quest Monsters |